# Pleochaetis exilis
Pleochaetis exilis är en loppart som först beskrevs av Jordan 1937.  Pleochaetis exilis ingår i släktet Pleochaetis och familjen fågelloppor. Inga underarter finns listade i Catalogue of Life.